# Partita în la minor pentru flaut solo (Bach)
Partita în la minor, pentru flaut solo, BWV 1013, este o partită ce conține patru părți, compusă de către Johann Sebastian Bach. Data la care a fost compusă este incertă, deși având în vedere tehnica avansată pe care o utilizează, mult mai dificilă decât în partea pentru flaut din cel de-al Cincilea Concert Brandenburgic, trebuie să fi fost scrisă după anul 1723. Cu toate acestea, titlul este oferit de către editorii secolului al XX-lea. Titlul original, regăsit în singurul manuscris, ce a supraviețuit din secolul al  XVIII-lea, este "Solo pour une flûte traversière par J. S. Bach".

## Istoric
Cel care a descoperit singurul  manuscris ce a supraviețuit a fost Karl Straube, care a crezut că acesta era un autograf. Acest punct de vedere a fost acceptat și de către Alfred Einstein. Cu toate acestea, mai recent s-a demonstrat că acesta a fost făcut de către doi copiști. Deși numele lor sunt necunoscute, scrisul unuia pare a fi identic cu principalul copist al unui alt manuscris, P 267 (ce cuprinde Sonatele și Partitele  pentru vioară, BWV 1001-1006), ceea ce plasează această copie a Partitei în prima jumătate a anilor 1720. Celălat copist este acum cunoscut sub numele de "Anonymus 5", un angajat al lui Bach, care trebuie să îl fi însoțit pe Bach atunci când s-a mutat din Köthen la Leipzig, în anul 1723. Acest copist este cunoscut din datele autentice din exemplarele Cantatelor BWV 186 (11 iulie 1723) și BWV 154 (9 ianuarie 1724). Pe baza filigranelor și a criticii de text, cea mai mare parte a manuscrisului a fost probabil copiată în Leipzig între 1723-1724, în timp ce copistul primelor cinci portative ale Partitei sugerează că acesta ar fi fost începută puțin mai devreme, între 1722 și 1723, în Köthen.

## Părțile
Părțile sunt denumite:
- Allemande
- Courante
- Sarabande
- Bourrée angloise